# Jawhar Mnari
Jawhar Mnari (arabe : جوهر المناري), né le 8 novembre 1976 à Monastir, est un footballeur tunisien. Il joue au poste de milieu de terrain défensif.

## Carrière
Jawhar Mnari, qui évolue au poste de milieu défensif, est élu meilleur pivot de la phase aller de la Bundesliga (saison 2006-2007) figurant ainsi dans l'équipe-type de la phase aller. Par ailleurs, il est élu meilleur milieu de terrain de la même phase devant des internationaux allemands comme Bastian Schweinsteiger et Torsten Frings.

### Clubs
- 1996-2002 : Union sportive monastirienne (Tunisie)
- 2002-2005 : Espérance de Tunis (Tunisie)
- 2005-2010 : 1. FC Nuremberg (Allemagne)
- 2010-2011 : FSV Francfort (Allemagne)

### Équipe nationale
Il débute en équipe nationale le 21 août 2002 contre la France. Il a marqué un total de trois buts durant sa carrière internationale : le premier lors de la CAN 2004 contre le Sénégal et le deuxième contre l'Espagne lors de la Coupe du monde 2006. Jusqu'à fin 2008, il compte un total de 63 sélections.

## Palmarès
- Vainqueur de la Coupe d'Afrique des nations en 2004 avec la Tunisie
- Champion de Tunisie en 2004 avec l'Espérance sportive de Tunis
- Vainqueur de la coupe d'Allemagne 2007 avec le 1. FC Nuremberg.